# Vương Nghiệp (Tây Tấn)
Vương Nghiệp (giản thể: 王业; phồn thể: 王業; bính âm: Wang Ye) là quan viên Tào Ngụy và Tây Tấn thời Tam Quốc trong lịch sử Trung Quốc.

## Cuộc đời
Vương Nghiệp quê ở quận Vũ Lăng, Kinh Châu. Tổ tiên có khả năng là người Kinh Châu bị Tào Tháo di dân năm 208. Vương Nghiệp làm quan cho nhà Ngụy đến chức Tán kỵ thường thị.
Đêm ngày 6 tháng 5 (ÂL), năm 260, vua Ngụy là Tào Mao bí mật triệu tập Thị trung Vương Thẩm, Thượng thư Vương Kinh, Tán kỵ thường thị Vương Nghiệp vào cung, bàn việc trục xuất Tư Mã Chiêu ra khỏi triều đình. Vương Nghiệp cùng Vương Thẩm bán đứng Tào Mao, mật báo cho Tư Mã Chiêu, khiến Tư Mã Chiêu đề phòng trước. Tào Mao biết sự việc bại lộ, dẫn quân thảo phạt Tư Mã Chiêu, bị Giả Sung, Thành Tế giết hại.
Năm 265, Tư Mã Viêm soán Ngụy, lập nên nhà Tấn, lấy Vương Nghiệp làm Trung hộ quân.
Năm 272, Vương Nghiệp thăng chức Thượng thư Tả bộc xạ, Cao Dương vương Tư Mã Khuê làm Thượng thư Hữu bộc xạ.
Không rõ Vương Nghiệp chết năm nào. Năm 278, Thượng thư Tả bộc xạ Lư Khâm chết tại chức, nên có khả năng Vương Nghiệp chết trước đó.

## Trong văn hóa
Trong tiểu thuyết Tam quốc diễn nghĩa, Vương Nghiệp xuất hiện ở hồi 114, đóng vai trò tương tự như trong lịch sử. Tào Mao triệu tập Thị trung Vương Thẩm, Thượng thư Vương Kinh, Tán kỵ thường thị Vương Nghiệp vào cung bàn bạc, tỏ ý muốn diệt trừ Tư Mã Chiêu. Vương Thẩm, Vương Nghiệp bảo với Vương Kinh rằng: Việc đã kíp rồi, chúng ta không nên dây vào mà chết cả họ, nên đến thú trước với Tư Mã công, kẻo mà chết oan. Vương Kinh giận mắng hai người: Chúa lo, tôi phải nhục, chúa nhục tôi phải chết, các ngươi dám mang hai lòng à? Hai người biết không thuyết phục được Vương Kinh, bèn cùng nhau đến chỗ Tư Mã Chiêu tố giác.